# Zasanie (Gorzyce)
Zasanie (zw. Za Łączką) – osada wsi Gorzyce w Polsce położona w województwie podkarpackim, w powiecie przeworskim, w gminie Tryńcza, w sołectwie Gorzyce.
W latach 1975–1998 osada położona była w województwie przemyskim.
Zasanie obejmuje 3 domy i znajduje się po wschodniej stronie Sanu, na granicy obrębów ewidencyjnych Gorzyc (2 domy) i Ubieszyna (1 dom), w bliskiej odległości od Leżachowa.